# Bela de Kristo
Bela de Kristo (en hongrois Kristófy Béla) est un artiste, né le 15 mai 1920 à Hőgyész en Hongrie et décédé le 21 juin 2006 à Caen.

## Sa vie
Il étudie à l’université de Vienne et en 1939 commence ses études supérieures à l’École des beaux-arts de Budapest. Parallèlement, de Kristo s’engage dans plusieurs disciplines : il travaille sur des décors de films et crée le premier ciné-club de Hongrie. Certains de ses dessins sont également publiés dans des journaux Hongrois.
Après avoir obtenu son diplôme, Bela de Kristo arrive à Paris où il organise une exposition d’artistes hongrois en 1947 à Saint-Germain-des-Prés.
Son pays étant occupé par l’armée soviétique, il décide de s’installer définitivement à Paris.
De Kristo fréquente régulièrement l’Académie Julian et de la Grande Chaumière. En 1948, il expose à la galerie Duncan et en 1950, à la galerie du Carlton à Cannes. Cette même année, il est un des fidèles piliers de l’académie d’André Lhote (rue d'Odessa) avec qui il partage les théories du cubisme.
Quatre ans plus tard, en 1954, il s’installe dans un atelier de la rue Vignon qui devient un centre créatif où l’on rencontre le monde de la presse, de l’édition et de l’art. À cette époque, nombre de ses dessins et cartons paraissent dans Paris Match entre autres. Cependant il passe la majorité de son temps à se consacrer à la peinture.
Il se retire de la vie parisienne pour s’installer en Normandie qu’il découvre grâce à son ami Fernand Léger qui possède déjà une ferme atelier à Lisores.
Il restera fidèle à la Normandie jusqu’à sa mort en juin 2006.

## Son travail
Le travail de Bela de Kristo est extrêmement varié. Toutes ces années durant, il n’a cessé de renouveler son mode d’expression, faisant des maquettes, des photomontages, illustrant des livres pour enfants, réalisant des décors de théâtre et de cinéma avec son ami Alexandre Trauner.
Au début de sa carrière, il est influencé par les constructivistes russes tels que Malevitch. 
Bela de Kristo s’inspire des événements de la vie de tous les jours. Il utilise l’abstraction de la même manière que les Surréalistes mais c’est dans son approche du cubisme qu’il excelle. 
Son œuvre d’un cubisme rigoureux affiche une sensibilité chargée d’humour et de poésie.